# Mausoleu de Firdawsí
El Mausoleu de Firdawsí (en persa: آرامگاه فردوسی) és fet d'una base de marbre blanc i una estructura decorativa en honor del poeta Firdawsí. El van construir a Tus (Iran) a començament dels 1930, sota el regnat del xa Reza I, i utilitza elements d'arquitectura aquemènida per a il·lustrar la riquesa cultural i històrica de l'Iran.

## Context històric
El poeta persa Firdawsí, autor de l'epopeia Shahnameh (Llibre dels reis), va morir l'any 1020 a Tus, la mateixa ciutat on va nàixer. La seua obra literària no va ser pas apreciada en vida, només una vegada mort.
Durant centenars d'anys, el seu lloc de repòs era un santuari menor erigit per un governant gaznèvida del Gran Khorasan, sense estructura permanent, al jardí de la seua residència, on l'havia soterrat la seua filla. Al començament del segle xx, es va valorar en relació amb la identitat nacional iraniana.
No va ser fins al 1934 que el govern iranià, llavors sota el control de Reza I, primer rei de la dinastia Pahlevi, va reconèixer el valor cultural i literari de Firdawsí i va erigir una tomba permanent en honor seu. Així mateix, es va fer una celebració del mil·lenari de Firdawsí, a la qual es convidaren acadèmics de Tadjikistan (llavors, en la Unió Soviètica), l'Índia, Armènia i estats europeus, i això implicà que es recollissen fons, sobretot d'acadèmics parsis, que van finançar la construcció d'una estàtua per a la tomba del poeta. La família Pahlevi va utilitzar Firdawsí per a promoure el prestigi cultural de l'Iran, però això estigué a punt de provocar, durant la Revolució islàmica, la destrucció de la seua tomba a mans dels revolucionaris.
La tomba fou dissenyada per l'arquitecte iranià Haj Hossein Lurzadeh, que també va dissenyar unes 842 mesquites, el palau privat de Ramsar, part de la decoració del Palau de Marbre, la Mesquita Imam Hussein de Teheran, la Mesquita Motahari i parts del santuari Hazrat-i-Seyyed-o-Shouhada de Karbala (Iraq). El disseny actual es deu, a més a més, a Karim Taherzadeh, que va substituir-ne el disseny originari en forma de cúpula de Lurzadeh per un disseny cúbic, que continua en l'actualitat.
La Tomba de Firdawsí està construïda seguint l'estil aquemènida, inspirant-se especialment en la Tomba de Cir. Hi ha un vincle entre l'elecció d'aquest estil i la situació política de l'Iran de llavors. Quatre anys abans de l'arribada al poder de Reza I, al 1922, un grup de reformistes laics iranians creà la Societat per al Patrimoni Nacional (SPN, o, en persa, anjoman-e rostir-e meli). Formada sobretot per intel·lectuals educats a Occident i amb idees reformistes, com ara Abdolhosein Teimurtash, Hasan Pirnia, Mostoufi ol-Mamalek, Mohammad Ali Foroughi, Firuz Mirza Firus Nosrat al-Douleh i Keijosrou Shahroj, la SPN tingué un paper crític en l'obtenció de fons del Parlament iranià. Keijosrou Shahroj, representant zoroastrista al parlament, tingué una especial rellevància en el ressorgiment de l'arquitectura aquemènida i sassànida a l'Iran dels anys 1930.

## Galeria d'imatges

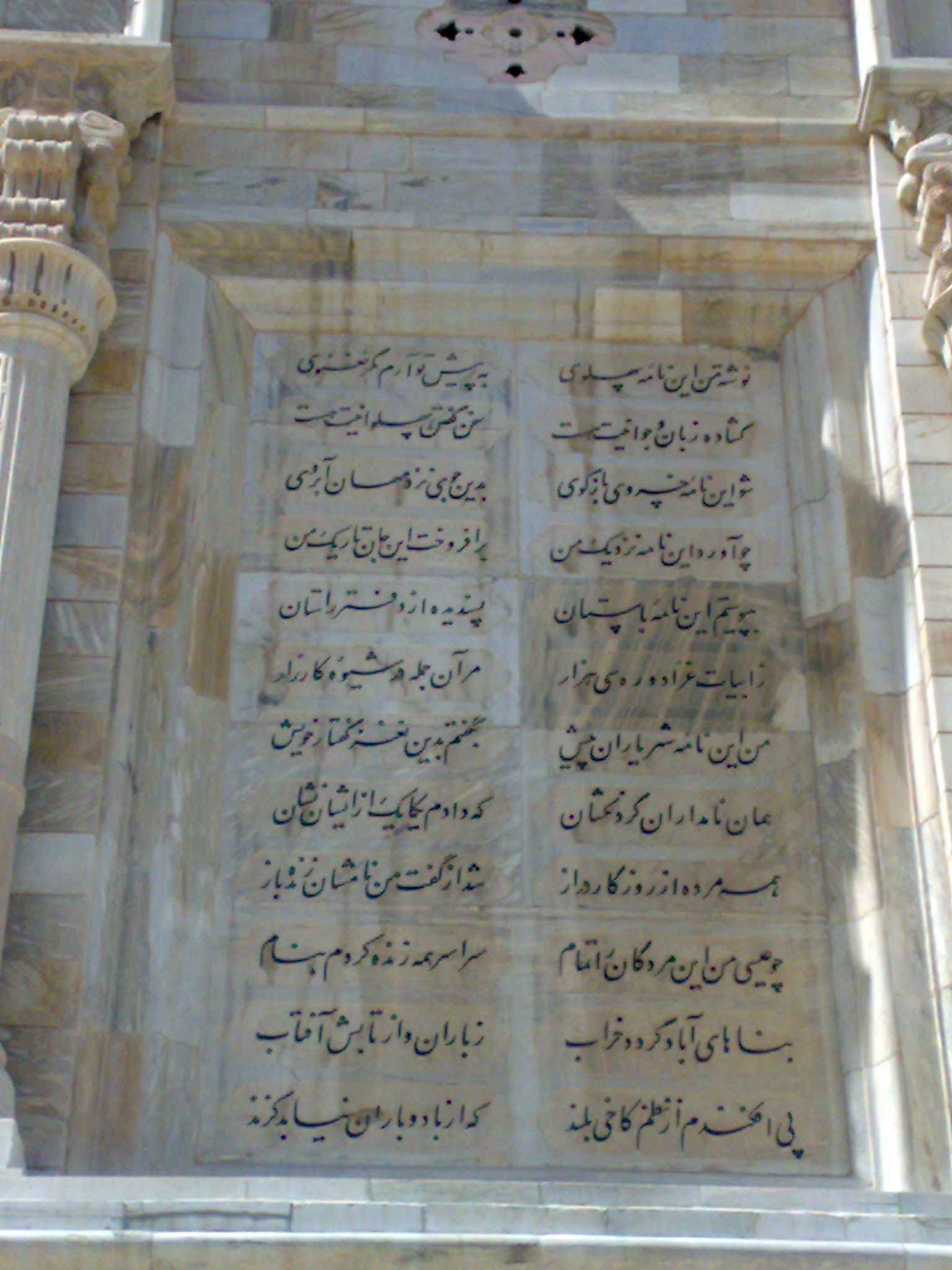
Una cara del mausoleu
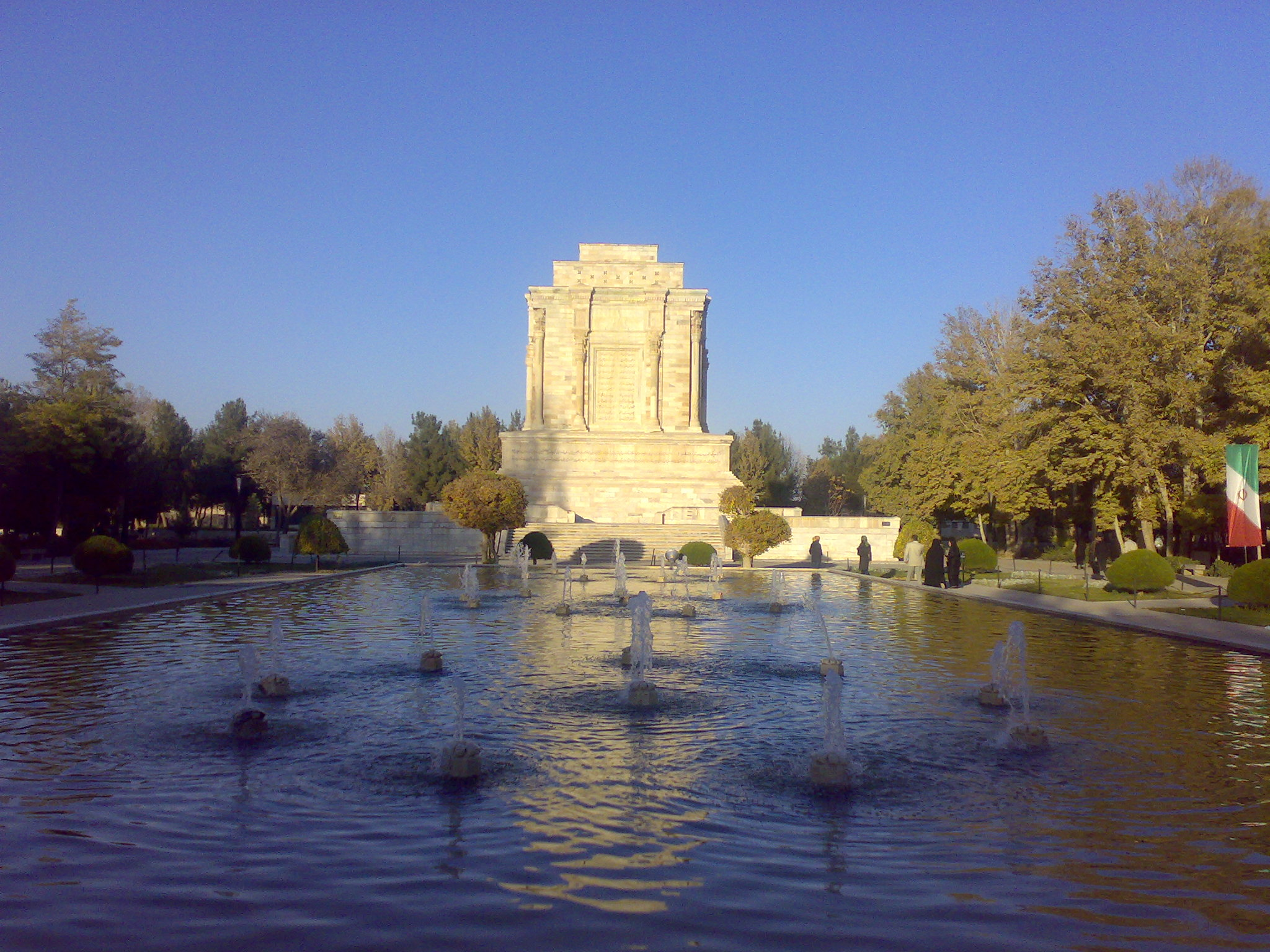
Tomba de Firdawsí a Tus, Iran